# Marsdenia ridleyi
Marsdenia ridleyi är en oleanderväxtart som beskrevs av P.I. Forster. Marsdenia ridleyi ingår i släktet Marsdenia och familjen oleanderväxter. Inga underarter finns listade i Catalogue of Life.